# Tomopterna krugerensis
Tomopterna krugerensis é uma espécie de anfíbio da família Pyxicephalidae.
Pode ser encontrada nos seguintes países: Angola, Botswana, Moçambique, Namíbia, África do Sul, Essuatíni e Zimbabwe.
Os seus habitats naturais são: savanas áridas, savanas húmidas, matagal árido tropical ou subtropical, matagal húmido tropical ou subtropical, campos de gramíneas de baixa altitude subtropicais ou tropicais sazonalmente húmidos ou inundados, lagos de água doce intermitentes, marismas intermitentes de água doce, terras aráveis, pastagens e lagoas.